# شهرستان رازگراد
شهرستان رازگراد (به بلغاری: Razgrad Municipality) یک شهرستان در بلغارستان است که در استان رازگراد واقع شده‌است. شهرستان رازگراد ۶۲۰ کیلومتر مربع مساحت و ۵۴٬۷۲۰ نفر جمعیت دارد.

## خواهرخوانده
شهر شالون-آن-شامپانی خواهرخواندهٔ شهرستان رازگراد هست.